# Stibaractis
Stibaractis is een geslacht van vlinders van de familie spanners (Geometridae), uit de onderfamilie Ennominae.

## Soorten
- S. astrepta Turner, 1947
- S. dioptis Felder, 1875
- S. melanoglypta Lower, 1905
- S. melanotoxa Guest, 1887
- S. triphasia Turner, 1919